# Eduard Gelbart
Eduard Gelbart (* 20. Februar 1878 in Frankfurt am Main; † 3. November 1948 in Frankfurt am Main) war ein deutscher Organist, Pianist, Musikpädagoge und Komponist. Er studierte und lehrte Orgel und Klavier am Hoch’schen Konservatorium (heute: Hochschule für Musik und Darstellende Kunst) in Frankfurt am Main und war ab 1915 als Organist an der Dreikönigskirche in Sachsenhausen tätig und übernahm somit Nachfolge von August Glück. Sein Nachfolger in diesem Amt war Helmut Walcha.

## Leben und Werk
Eduard Gelbart wurde als sechstes Kind des Mittelschullehrers Johann Jacob Adolph Gelbart (1834–1891) aus Gernsbach/Baden und der Anna Margareta Karoline geb. Lanz (1848–1912) in Frankfurt am Main geboren. Seine Erziehung war protestantisch, bildungsbürgerlich und kaisertreu geprägt. Nach dem frühen Tod des Vaters nahm der musikalisch begabte junge Mann sein Studium bei Anton Urspruch am Hoch’schen Konservatorium in Frankfurt am Main auf, wo er nach hervorragendem Abschluss in den Fächern Orgel und Klavier selbst als Dozent lehrte. Zu seinen Schülern zählte unter anderem der Komponist Paul Hindemith (1895–1963). Mit Albert Schweitzer verband ihn ein reger Briefwechsel.
Gelbart war einige Jahre als Musiklehrer auf Schloss Bieberstein bei Fulda tätig, bevor er nach seiner Verlobung mit Margarete Sofie Endres, einem einfachen Mädchen aus Niederrad, welches dem Bildhauer Friedrich Hausmann für die Nixe auf dem Frankfurter Märchenbrunnen 1906 Modell gestanden hatte, in seine Heimatstadt zurückkehrte.
Dort arbeitete er bis 1946 als Organist an der Dreikönigskirche. Gelbart schrieb mehrere Variationen über Orgelwerke von Johann Sebastian Bach. Auch die Sätze für Klavier und Gesang von vielen bekannten Frankfurter Volksliedern (Volkslieder für eine Singstimme und Klavier, Caecilia Maria Geis freundschaftlichst zugeeignet) sowie Variationen über ein mexikanisches Volkslied stammen aus seiner Feder. Als Schöpfer eigener Klavierkompositionen experimentierte Gelbart mit der Zwölftonmusik, so in seinem Scherzo und der Humoreske in G-Dur (Musik- und Bühnen-Verlag Fritz Baselt, Frankfurt am Main). Seine frühen Werke bleiben jedoch in der spätromantischen Tradition verwurzelt, wie u. a. die Frühlingsklänge (Walzer für Pianoforte, Leipzig, Friedrich Hofmeister).
Eduard Gelbart war überdies Mitglied der Neuen Deutschen Bachgesellschaft und evangelischer Synodalbeamter. Mitten im Zweiten Weltkrieg konnte er 1940 sein 25-jähriges Amtsjubiläum an der Dreikönigskirche feiern. Im Alter ertaubte er beinah. 1948 erlag er einem Krebsleiden. Er liegt auf dem Hauptfriedhof in Frankfurt am Main in einem Familiengrab begraben.
Sein Nachlass wurde der Stadt- und Universitätsbibliothek Frankfurt am Main von seinem Sohn übereignet. Er umfasst zwei Foliokapseln; einen Ordner mit Kritiken und Programmen zu eigenen Konzerten nebst Lebenslauf; Briefe und Postkarten, so von Paul Hindemith, Max Reger, Siegmund von Hausegger; Musikhandschriften von acht eigenen Werken und zwei Opernbearbeitungen; Musikdrucke von drei eigenen Werken, dazu Bestandsliste.

## Ausgaben
- Choralbuch zum Frankfurter Evangelischen Gesangbuch enthaltend das von Arnold Mendelssohn bearbeitete Choralbuch zum Deutschen Evangelischen Gesangbuch und die Choralsätze zu dem Frankfurter Sondergut bearbeitet von Bernhard Dreier und Eduard Gelbart. Herausgegeben von der Evangelischen Landeskirche Frankfurt a. M. 1929. In Kommission bei der Buchhandlung des Evangelischen Vereins für Innere Mission (R. Ecklin Nachf.), Frankfurt am Main.